# Премия Эрвина Шрёдингера
Премия Эрвина Шредингера (нем. Erwin Schrödinger-Preis) — ежегодная награда, которая вручается Австрийской академией наук за пожизненные достижения в области математики и естественных наук. Премия была учреждена в 1958 году и впервые была присуждена в этом году Эрвину Шрёдингеру.

## Критерии премии
Премия присуждается учёным, проживающим в Австрии, по усмотрению Австрийской академии наук за выдающиеся достижения в области математических и естественных наук. Действительным членам Академии наук Австрии премия не присуждается.
Церемония награждения проводится в октябре каждого года. Премия составляет 15 000 евро, которые выплачиваются ежемесячно.

## Лауреаты премии
- 1956 — Эрвин Шрёдингер
- 1958 — Феликс Мачацки
- 1960 — Эрих Шмид
- 1962 — Мариетта Блау
- 1963 — Людвиг Фламм[англ.] и Карл Пшибрам[нем.]
- 1964 — Отто Кратки
- 1965 — Фриц Вессели[нем.]
- 1966 — Георг Штеттер[англ.]
- 1967 — Берта Карлик и Густав Ортнер
- 1968 — Ганс Новотны[нем.]
- 1969 — Вальтер Тирринг
- 1970 — Эрика Кремер
- 1971 — Ричард Библ[нем.]
- 1972 — Фриц Реглер[нем.] и Пол Урбан[нем.]
- 1973 — Ганс Таппи[англ.]
- 1974 — Отто Хиттмайр[англ.] и Петер Вайнзьерль[нем.]
- 1975 — Ричард Кифер и Эрвин Плёкингер[нем.]
- 1976 — Герберт В. Кёниг[нем.] и Фердинанд Штейнхаузер[нем.]
- 1977 — Виктор Гутман[нем.] и Гельмут Раух[нем.]
- 1978 — Эдмунд Хлавка[англ.] и Гюнтер Пород
- 1979 — Хайнц Паркус[нем.]
- 1980 — Питер Клауди[нем.] и Ганс Лист[англ.]
- 1981 — Курт Комарек[нем.]
- 1982 — Отмар Прайнинг[нем.]
- 1983 — Йозеф Шурц[нем.] и Петер Шустер[англ.]
- 1984 — Леопольд Шметтерер[нем.] и Иосиф Земанн[англ.]
- 1985 — Адольф Неккель и Карл Шлегль[англ.]
- 1986 — Вальтер Маджеротто и Хорст Валь
- 1987 — Эдвин Франц Хенгге и Франц Сейтельбергер[нем.]
- 1988 — Вольфганг Куммер[нем.] и Фриц Пашке[нем.]
- 1989 — Йоханнес Петцль[нем.]
- 1990 — Манфред У. Брайтер и Карл Кордеш[англ.]
- 1991 — Зигфрид Дж. Бауэр[нем.] и Виллибальд Ридлер[нем.]
- 1992 — Йозеф Ф.К. Хубер[нем.] и Карлхайнц Сеегер[нем.]
- 1993 — Бенно Ф. Люкс[нем.] и Оскар Ф. Олай
- 1994 — Тиманн Мёрк[нем.] и Хайде Нарнхофер[нем.]
- 1995 — Хайнц Гамсйогер и Юргн Хафнер
- 1996 — Альфред Клювик
- 1997 — Вернер Линдингер[нем.] и Томас Шёнфельд[нем.]
- 1998 — Питер Цоллер
- 1999 — Йоган Мюльцер[нем.]
- 2000 — Эрих Горник и Ханс Трогер
- 2001 — Бернхард Крёйтлер и Зигфрид Зельберхерр
- 2002 — Эккехарт Тиллманн
- 2003 — Эрвин Хохмайр[англ.] и Хильдегунда Пиза[нем.]
- 2004 — Антон Stütz и Яков Ингвасон[англ.]
- 2005 — Франц Дитер Фишер и Райнер Коц
- 2006 — Райнер Blatt[англ.]
- 2007 — Георг Брассер и Томас Дженувейн[англ.]
- 2008 — Георг Вик[нем.]
- 2009 — Бернхард Михаель Майер[нем.]
- 2010 — Вальтер Кучера[англ.]
- 2011 — Герхард A. Хольцапфель
- 2012 — Юрген Кноблих[англ.]
- 2013 — Ник Бартон[англ.]
- 2014 — Денис П. Барлов[англ.]
- 2015 — Михаель Вагнер[нем.] и Иржи Фримл[чеш.]
- 2016 — Ортрун Миттельштен и Юрген Сандкюхлер
- 2017 — Франческа Ферлайно[нем.]
- 2018 — Элли Танака и Питер Джонас[нем.]
- 2019 — Карлхайнц Грёхениг[нем.] и Гельмут Рич[нем.]
- 2020 — László Erdős[нем.] и Markus Arndt[нем.]